# Lipănești, Prahova
Lipănești este satul de reședință al comunei cu același nume din județul Prahova, Muntenia, România.
Așezarea este atestată documentar în 1762.
În 1864, devine reședința comunei Ulmi-Lipănești, în 1892, reședința comunei Boldești, iar în 1940, reședința comunei Lipănești.
La sfârșitul secolului al XIX-lea, satul făcea parte din comuna Boldești; în 1940, s-a separat de aceasta, împreună cu satele Șipotu și Satu Nou, formând comuna Lipănești.